# Io e il vagabondo/La bambina di piazza Cairoli
Io e il vagabondo/La bambina di piazza Cairoli è il primo singolo del cantautore italiano Stefano Rosso, pubblicato nel 1969. Il disco è stato inciso in duo con il fratello.

## Il disco
Dopo aver ottenuto un contratto discografico con la Vedette, i due fratelli Rossi pubblicano questo disco, che esce in due versioni: in una, con la copertina standard della Vedette forata e l'etichetta bianca, la denominazione del duo è Remo e Romolo, mentre l'altra, con copertina fotografica verde ed etichetta nera, esce a nome L'Arca di Noè (con in piccolo la traduzione in inglese, Noah's Arc); le registrazioni dei brani, però, sono le stesse per le due emissioni.
Si tratta di due canzoni in cui è già possibile riscontrare alcune delle caratteristiche di Stefano Rosso, ad esempio l'uso del finger picking e la contaminazione con la musica tradizionale romanesca, specialmente in Io e il vagabondo; La bambina di piazza Cairoli, che nel testo descrive una ragazza hippy, è invece caratterizzata da sonorità più legate al beat, che nel 1969 risultavano comunque già datate.
Il ritornello di Io e il vagabondo verrà riutilizzato dal cantautore qualche anno dopo, per il ritornello di Valentina, interpretata nel 1974 da Claudio Baglioni ed incisa da Stefano Rosso solo nel 1980, per l'album Bioradiofotografie.
Le canzoni sono firmate per il testo da Stefano Rosso (che però si firma con il suo vero nome, Stefano Rossi), mentre le musiche sono firmate da Selmoco (Io e il vagabondo) e da H. Tical (La bambina di piazza Cairoli).